# Knitsley
Knitsley – osada w Anglii, w hrabstwie Durham. Leży 17 km na zachód od miasta Durham i 386 km na północ od Londynu.